# معضلة شروق الشمس

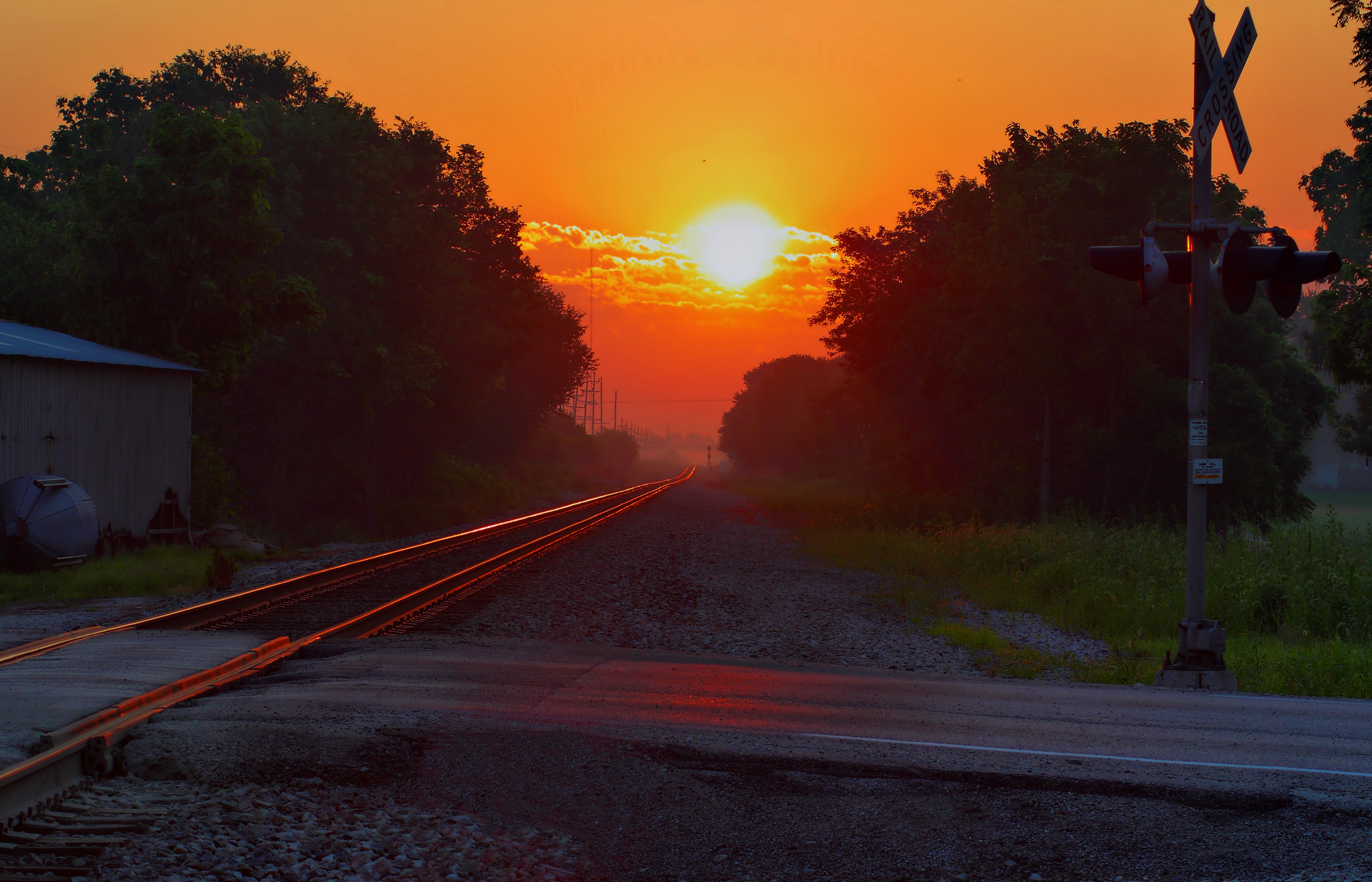
يستنتج عادة من الملاحظات المتكررة: "الشمس تشرق دائما من المشرق"

يمكن التعبير عن معضلة شروق الشمس بالعبارة التالية: «ما احتمالية شروق الشمس غدًا؟»
تبين معضلة شروق الشمس صعوبة استخدام نظرية الاحتمال عند تقييم معقولية العبارات أو الأفكار.
وفقًا لتفسير بايز لنظرية الاحتمالات، يمكن أن تُستخدم نظرية الاحتمالات في تقييم معقولية العبارة «الشمس ستشرق غدًا.» وسنحتاج فقط إلى عملية عشوائية فرضية تحدد ما إذا كانت الشمس ستشرق غدًا أم لا. واعتمادًا على الملاحظات السابقة، يمكننا أن نستدل على العوامل الخاصة بهذه العملية العشوائية ومن ثم نقيم احتمالية شروق الشمس غدًا.

## شمس واحدة وأيام عدة
بزغت معضلة شروق الشمس لأول مرة في القرن الثامن العشر، وكان من طرحها هو بيير سيمون لابلاس، الذي تناول تلك المعضلة باستخدام قانون التوالي الذي وضعه. فعندما تكون p هي التكرار طويل المدى لشروق الشمس، أي أن الشمس تشرق على أساس 100 × p% من الأيام. قبل معرفة أي حالة لشروق الشمس، كان المرء يجهل تمامًا قيمة p. استبدل لابلاس هذا الجهل السابق بـ توزيع الاحتمالات المنتظم في p. ومن ثم تكون احتمالية تراوح p ما بين 20% و50% هي 30% فقط. ولكن يجب ألا يُفسر هذا بأنه يعني أنه في 30% من جميع الحالات، تكون p بين 20% و50%; فهذا منهج تكراري في الاحتمالية التطبيقية. بل بالأحرى، يعني هذا أن حالة المرء من المعرفة (أو الجهل) تبرر أن يكون المرء واثقًا بنسبة 30% أن الشمس ستشرق بنسبة 20% من المرات و 50% من المرات. بمعرفة قيمة p, وعدم معرفة أية معلومات أخرى تتصل بالسؤال عما إذا كانت الشمس ستشرق غدًا، تكون احتمالية شروق الشمس غدًا هي p. ولكننا لا «نعرف قيمة p». فما نعرفه هي البيانات التي نلاحظها: تشرق الشمس كل صباح باستمرار. استدل لابلاس على عدد الأيام بقوله إن الكون خُلق منذ ما يقرب من 6000 عام، معتمدًا على تفسير نظرية خلق الأرض الفتية في الكتاب المقدس. لإيجاد توزيع الاحتمال الشرطي الخاص ببيانات p المعروفة، سنستخدم مبرهنة بايز، التي يسميها البعض قاعدة بايز ولابلاس. وبإيجاد توزيع الاحتمال الشرطي الخاص ببيانات p المعروفة، يمكن عندئذٍ حساب الاحتمال الشرطي، والبيانات المعروفة، وستشرق الشمس غدًا. ويمكن إيجاد الاحتمال الشرطي باستخدام قانون التوالي. وتزيد معقولية شروق الشمس غدًا حسب عدد الأيام التي أشرقت فيها الشمس حتى الآن.
بيد أن لابلاس أدرك أن هذا تطبيق خاطئ لقانون التوالي، حيث لم يُؤخذ بعين الاعتبار جميع المعلومات السابقة المتوفرة مباشرةً عقب اشتقاق النتيجة:
«ولكن هذا الرقم [احتمالية شروق الشمس غدًا] يكون أكبر لمن يدرك، عند تأمل شمولية الظاهرة المبدأ المنظم للأيام والفصول، أنه لا يوجد شيء في اللحظة الراهنة يمكنه إيقاف هذه الدورة.»
ولاحظ جاينز وبريثهورست (2003) أن العاملين في هذا المجال لم يأبهوا لتحذير لابلاس.
هنا برزت معضلة الفئة المرجعية: المعقولية المستدل عليها ستعتمد على ما إذا اعتمدنا على الخبرة السابقة للشخص أو للإنسانية أو للأرض. نتيجة لذلك سيكون لكل نتيجة يستدل عليها معقولية مختلفة بالنسبة للعبارة. حسب مبرهنة بايز، كل احتمال هو احتمال شرطي في ظل ما يعرفه المرء. وهذا يختلف من شخص لآخر .

## يوم واحد، وشموس عدة
أو، يمكن القول إنه يتم اختيار الشمس من بين جميع النجوم المحتملة كل يوم، لتكون النجم الذي نراه في الصباح. ومن ثم تكون معقولية عبارة «الشمس ستشرق غدًا» (أي احتمالية صدق هذه العبارة) هي نسبة النجوم التي لم «تضمحل»، كأن يصبح النجم مستعرًا، وبهذا يخفق في «الشروق» على كواكبها (تلك النجوم التي لا زالت موجودة، بغض النظر عن احتمالية عدم وجود أي نجوم، أو احتمالية عدم وجود من يراقبها).
هنا تواجهنا معضلة مشابهة تتعلق بالفئة المرجعية: أية مجموعة من النجوم ينبغي استخدامها. جميع النجوم؟ النجوم التي تساوي الشمس من ناحية العمر؟ النجوم ذات الحجم المساوي؟
لحسم تلك المعضلة، ستقود المعلومات المتوفرة لدى البشر عن النجوم طبيعيًا إلى اختيار النجوم المساوية للشمس في الحجم والعمر وما إلى ذلك. في حالات أخرى، يصبح استخدام منطق بايز أقل نفعًا عندما يكون المرء لا يعلم بالعملية العشوائية الضمنية. ويكون هذا الاستخدام أقل دقة، إذا كان العلم بالاحتمالات غير ممنهج جدًا، ومن ثم تكون هناك بالضرورة احتمالات منتظمة سابقة أكثر تقريبًا (حسب مبدأ اللامبالاة). ويكون هذا الاستخدام أقل ثقة، إذا كانت هناك مشاهدات سابقة فعالة غير موضوعية قليلة، ومن ثم ينتج إجمالي أدنى تقريبًا من الأعداد الكاذبة، في ظل المشاهدات الفعالة القليلة، ومن ثم يكون هناك اختلاف مُقدر أكبر في القيمة المتوقعة، ومن ثم يكون هناك تقديم أقل دقة من هذه القيمة.

## اقرأ أيضًا
- أشعة خضراء وقت الغروب